# Arrop i tallaetes

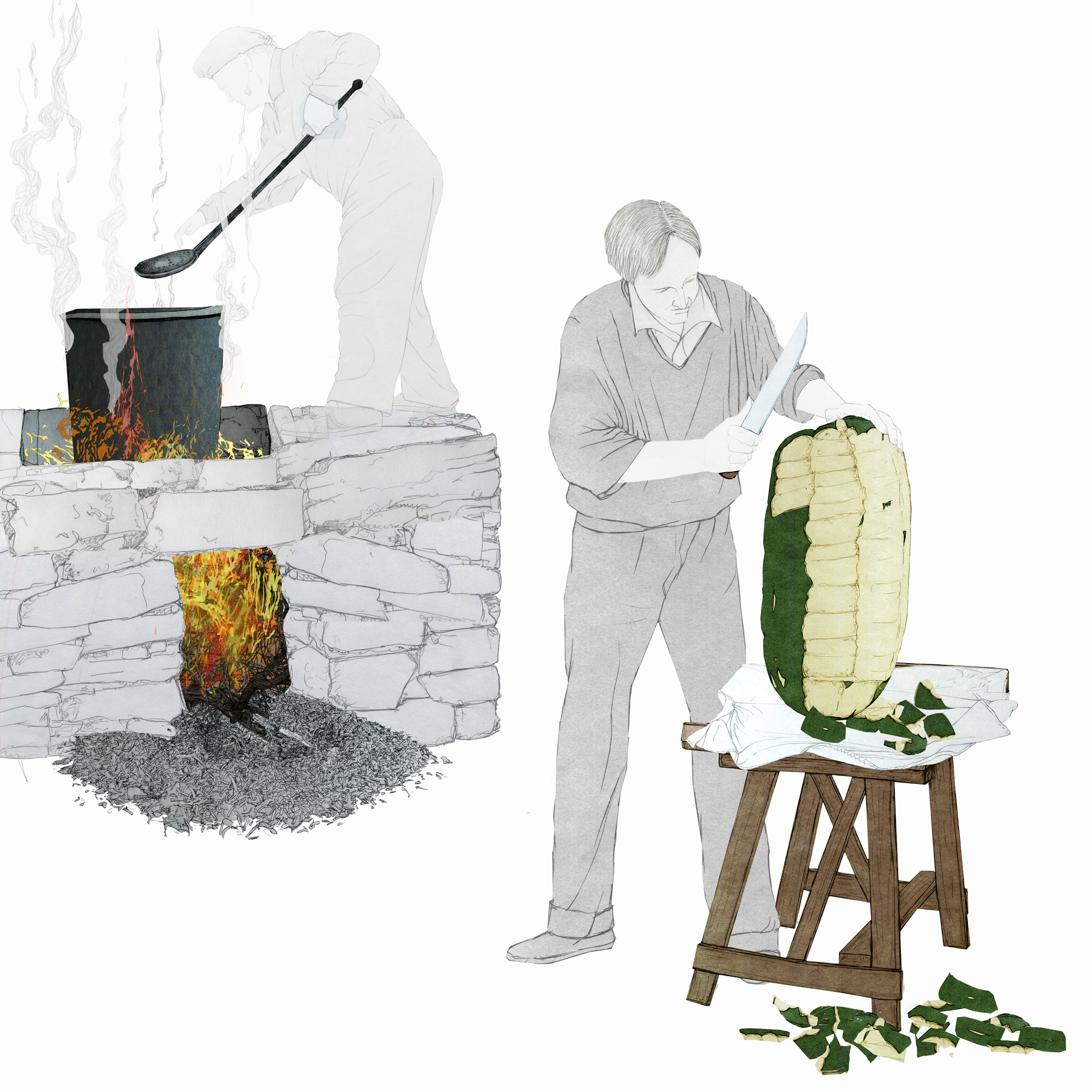
Arrop i tallaetes

El Arrop i tallaetes es un dulce tradicional valenciano. Consiste en una especie de almíbar (el arrop) concentrado hecho de mosto de uva muy dulce, oscuro y espeso. Al arrop se le añade durante el proceso de cocción un poco de cal para neutralizar la acidez del mosto. Tras el largo proceso de cocción se le añaden las tallaetes (cortaditas o rodajitas en valenciano) que suelen ser de calabaza, aunque también se acepta ciruela, melocotón o trozos de parte blanca de la sandía. Estos trozos deberán haber sido sumergidos durante la noche anterior en agua con cal para mejorar su textura.
Este dulce es típico de las comarcas centrales de la Comunidad Valenciana, en especial del Valle de Albaida, si bien su consumo es frecuente en todo el territorio valenciano debido a que se suele vender en las ferias y mercados que van recorriendo todas las localidades valencianas.